# Disordini craniomandibolari
Per disordini craniomandibolari (DCM) o temporomandibolari (DTM) s'intende un insieme di condizioni cliniche ad eziopatogenesi multifattoriale che coinvolgono il sistema stomatognatico, in particolare i muscoli masticatori, l'articolazione temporo-mandibolare (ATM) e le strutture ad essa associate, o entrambi.

## Sintomatologia
I DCM comprendono condizioni cliniche differenti, a diversa eziologia, che richiedono diverse terapie, ma che sono accomunate dagli stessi segni e sintomi clinici:
- Dolore ai muscoli masticatori, in regione preauricolare, all'ATM;
- Limitazione e/o alterazione della normale funzione mandibolare;
- Rumori articolari.

Questi 3 sono i cosiddetti "sintomi guida diagnostici": in presenza anche di uno solo di questi sintomi, è possibile trovarsi di fronte ad una forma di DCM; se invece non è presente alcuno dei sintomi, possiamo escludere la diagnosi di DCM.
Oltre ai 3 sintomi principali possono essere presenti altri sintomi più o meno specifici, detti secondari, quali: dolore facciale diffuso, cefalea, vertigini, acufeni, ipoacusia, sensazione di ovattamento all'orecchio, cervicalgia.

## Epidemiologia
La prevalenza dei DCM nella popolazione generale è molto alta: si stima che 3 persone su 4 presentino almeno un segno clinico e che 1 persona su 3 presenti almeno un sintomo. Secondo una metanalisi del 2024, il DCM, indipendentemente dal tipo, si verifica nel 34% della popolazione globale, mentre in Europa è del 29%. Si è evidenziato un picco di prevalenza tra i 20 e i 40 anni e le donne ne sono affette circa 4 volte più degli uomini.
In ogni caso, i DCM costituiscono il più delle volte condizioni cliniche benigne, autolimitanti e che non producono danni irreversibili né alla muscolatura masticatoria né alle articolazioni temporomadibolari. Per questo motivo, a fronte di una prevalenza elevata, solo una piccola percentuale di pazienti necessita effettivamente di terapia. È comunque opportuno, in presenza di dolore o disfunzione, sottoporsi ad un esame clinico specialistico per escludere la presenza di altre patologie che, sebbene rare, possono essere gravi e invalidanti.
La maggiore frequenza nel sesso femminile è legata al fatto che nelle donne è presente una maggiore lassità dei legamenti correlata al tasso ormonale.
Infatti la maggior parte dei pazienti che soffrono di DCM sono donne in età fertile. Dopo la menopausa le donne tendono a soffire molto meno di DCM. Secondo le previsioni pubblicate nel 2025, la DCM potrebbe colpire il 44% della popolazione globale nel 2050.

## Eziopatogenesi
L'eziopatogenesi dei DCM è multifattoriale. In altre parole, diversi fattori intervengono nella predisporre, scatenare e mantenere nel tempo i DCM. Fattori morfologici, ormonali ed emotivi possono predisporre il sistema stomatognatico all'insorgenza di un quadro clinico craniomandibolare, ma è quasi sempre un evento traumatico la causa scatenante. In circa un paziente su tre si riesce ad individuare un trauma diretto o indiretto alle strutture orofacciali, in seguito ad una caduta o ad un incidente di varia natura. Più spesso però responsabili sono i microtraumi, provocati soprattutto dalle parafunzioni oro-mandibolari, che nel tempo sovraccaricano il sistema fino a romperne l'equilibrio fisiologico. Questi stessi fattori, se non corretti, possono ostacolare il recupero dell'equilibrio e perpetuare nel tempo la sintomatologia algica o disfunzionale. Gli studi più recenti sottolineano che i DCM sono associati al bruxismo. La prevalenza media dei DCM tra i pazienti con bruxismo era del 63,5%, con il tasso più alto osservato in Nord America (98,3%) e il più basso in Asia (53,9%).

## Classificazione
Sebbene le forme di DCM siano molte, i quadri clinici più frequenti rientrano in 3 ampie categorie, secondo l'attuale classificazione internazionale (Research Diagnostic Criteria for Temporomandibular Disorders, RDC/TMD):
- Dolore miofasciale: dolore di origine muscolare, associato o meno a limitazione funzionale;
- Dislocazione discale: alterazione del corretto rapporto tra condilo mandibolare e disco articolare;
- Osteoartrosi dell'ATM: degenerazione dei capi ossei articolari.

Un'altra classificazione suddivide i DCM in 
- patologie extracapsulari 
- patologie intracapsulari
Le patologie extracapsulari sono quelle che riguardano i muscoli masticatori , in cui l'endfeel è positivo ed è presente mialgia in particolare cefalea temporale. Sono problematiche facili da risolvere con la terapia.
Le patologie intracapsulari sono quelle che riguardano ossa e articolazioni e sono con una prognosi infausta. È presente artralgia con un endfeel negativo. Possibile è la presenza di rumori articolari (click e crepitii).

## Terapia
La diagnosi Medica rispetto ad altre forme di dolore oro-cranio-facciale e la conseguente impostazione dell'adeguato percorso terapeutico è pertinenza della branca Medica Odontoiatrica (nello specifico del suo settore definito "Gnatologia") in virtù delle competenze attribuite per legge (Legge 24 luglio 1985, n. 409). Emessa la diagnosi, la terapia dei DCM, in accordo con le più recenti linee guida internazionali e l'evidenza della letteratura scientifica, è prevalentemente una terapia conservativa/reversibile. Tale approccio conservativo ha altissime percentuali di successo per la maggior parte dei quadri clinici. E anche in quelle condizioni in cui può trovare indicazione una terapia irreversibile (trattamento ortodontico, riabilitazione protesica, chirurgia ortognatica), il primo approccio è sempre di tipo reversibile.
Le possibilità terapeutiche sono diverse:
- Informazione e autocontrollo (self-care)
- Terapia cognitivo-comportamentale
- Terapia fisica
- Terapia Farmacologica
- Terapia mediante placche occlusali
- Terapia chirurgia dell'ATM